# Gisberta
Gisberta ist der Abschlussfilm der Regisseurin Lisa Violetta Gaß und der Produzentin Roshanak Khodabakhsh an der Internationalen Filmschule Köln aus dem Jahr 2009. Er entstand in Kooperation mit der MMC Independent GmbH und der FH Dortmund.

## Handlung
Der 14-jährige Elischa lebt in einer Jugendhilfe. Von seinen Zimmerkameraden wird er immer wieder gedemütigt, gehänselt und gequält, da er der sensibelste und schwächste der Gruppe ist. Er spielt gerne mit den Ameisen im Wald und hat im Vergleich zu den bereits stark pubertierenden Altersgenossen noch einen viel naiveren, kindlicheren Blick auf die Welt. Als Gisberta, die neue Haushaltshilfe, anfängt, sich für Elischa zu interessieren und eine Art Vertrauensverhältnis zu ihm aufbaut, kochen die Emotionen von Alex und seiner Gruppe über. Hass, Neid und die aufkeimende Sexualität spitzen die Situation immer mehr zu und führen letztlich zur Eskalation.

## Festivalteilnahmen

### Deutschland
- 2009: Kinofest Lünen[1] (Nominierung »Westfälischen Kurzfilmpreis«)
- 2010: Filmfestival Max-Ophüls-Preis[2] (Wettbewerbsteilnahme)
- 2010: Berlinale Hochschulempfang[3]
- 2010: Landshuter Kurzfilmfestival[4] (Wettbewerbsteilnahme)
- 2010: Sehsüchte[5] (Nominierung Preis gegen Ausgrenzung)
- 2010: New Talents – Junge Biennale Köln 2010[6]
- 2010: Wendland Shorts 2010[7] (Wettbewerbsteilnahme)
- 2010: Shorts At Moonlight[8] (Wettbewerbsteilnahme)
- 2010: First Steps[9]  (Nominierung für den besten Kurzfilm)
- 2010: Belgisch Niederländisch Deutsche Filmtage Hückelhoven[10]
- 2010: exground filmfest[11] (Wiesbaden Spezial – Dussmann Preis)
- 2010: 26. interfilm festival berlin[12] (Bester Deutscher Film)

### International
- 2010: Short Film Corner – Festival de Cannes 2010[13]
- 2010: 13th Tel Aviv International Student Film Festival[14]  (Bestes Drehbuch)
- 2010: Palm Springs International ShortFest and Market[15]  (Wettbewerbsteilnahme)
- 2010: Odense International Film Festival[16]  (Wettbewerbsteilnahme)
- 2010: 30th Cambridge Film Festival[17]  (Wettbewerbsteilnahme)
- 2010: Vilnius Film Shorts[18]  (Wettbewerbsteilnahme)
- 2010: Hong Kong Independent Film Festival 2010[19] (Wettbewerbsteilnahme)
- 2010: 9th International Film & Video Festival of Beijing Film Academy 2010[20]  (Wettbewerbsteilnahme)
- 2010: Molodist Kyiv International Film Festival 2010[21]
- 2010: 25e Festival Européen Du Film Court De Brest[22] (Wettbewerbsteilnahme)
- 2010: Skena Up Festival in Prishtina, Kosovo[23] (Wettbewerbsteilnahme)
- 2010: Clermont-Ferrand Short Film Market[24]
- 2011: FEC Cambrils-Reus XIII European Short Film Festival[25]

## Auszeichnungen
- 2011: Prädikat Besonders Wertvoll der FBW Deutschen Film- und Medienbewertung Wiesbaden
- 2011: Kurzfilm des Monats Januar 2011 der FBW Deutschen Film- und Medienbewertung Wiesbaden
- 2010: Bestes Drehbuch beim Internationalen Studenten Film Festival Tel Aviv
- 2010: Best German Film – Dussmann Preis beim interfilm festival berlin
- 2010: Wiesbaden Spezial – Publikumspreis beim exground Filmfestival Wiesbaden
- 2010: Publikumspreis – 9th International Film & Video Festival of Beijing Film Academy

## Produktion
Gedreht wurde der Film mit einer SI-2K digitalen Kinokamera.